# Eswero
Eswero (russisch Эсверо, englisch Esvero) ist ein Dachverband von Nichtregierungsorganisationen in Russland, die Menschen mit HIV und Drogenabhängige unterstützen.

## Schwerpunkte
Die Hauptschwerpunkte der Tätigkeit sind
- finanzielle Unterstützung
- technische Begleitung der Therapieprogramme
- Informationsaustausch und Vernetzung
- gesellschaftliche Entwicklung
- Forschung
- Rechtsbeistand

## Geschichte
Das Netzwerk wurde 2003 gegründet und 2004 registriert.
Heute umfasst es 26 Organisationen und 17 Fachleute und Aktivisten.
Eswero arbeitet mit internationalen Organisationen wie UNAIDS, UNODC, der WHO und anderen, sowie nationalen Organisationen, Behörden und Regionalverwaltungen zusammen.
Es wird von mehreren internationalen Stiftungen und Organisationen wie dem Global Fund To Fight AiDS, Tuberculosis and Malaria (GFATM), der Aids Foundation East West, der Ford-Stiftung, OSI und anderen finanziell unterstützt.
Am 22. Juni 2016 wurde es als "Organisation in der Funktion eines ausländischen Agenten" registriert. Seitdem haben bereits einige Organisationen die Zusammenarbeit eingestellt.